# 第35戦闘航空団
第35戦闘航空団（だい35せんとうこうくうだん、英語: 35th Fighter Wing）は、アメリカ空軍における航空団の一つ。太平洋空軍隷下の部隊であり、第5空軍を構成する部隊の一つである。

## 任務
第35戦闘航空団の任務は太平洋戦域全体への戦力投射と世界規模での展開である。

## 部隊編成
第35戦闘航空団は4個群と2個戦闘飛行隊、27個の支援部隊で構成され、3,850名以上の人員を擁する戦闘準備態勢にあるF-16の航空団である。 
- 第35戦闘航空団司令部
- 第35作戦群（英語版）
  - 第13戦闘飛行隊（英語版）
  - 第14戦闘飛行隊
  - 第35作戦支援隊
  - 第610航空管制隊
- 第35整備群
- 第35医療群
- 第35任務支援群